# Never Knew I Needed
Never Knew I Needed è un brano musicale scritto da Shaffer Smith per la colonna sonora del film d'animazione La principessa e il ranocchio, ed interpretata del cantante statunitense Ne-Yo. Il brano è stato pubblicato come singolo il 25 gennaio 2010.
Per il brano è stato prodotto anche un remix che figura il featuring di Cassandra Steen.
Il video musicale prodotto per il brano è stato diretto da Melina, e distribuito il 29 ottobre 2009.

## Tracce
Promo - CD-Single Def Jam - (UMG)
1. Never Knew I Needed - 3:41

## Classifiche
| Classifica (2010)                  | Posizione più alta |
| ---------------------------------- | ------------------ |
| US Billboard Hot R&B/Hip-Hop Songs | 56                 |
| Germania                           | 64                 |
| Regno Unito                        | 99                 |
| Giappone                           | 13                 |

a: Versione interpretata in duetto con Cassandra Steen.